# 鹿児島県立岩川高等学校
鹿児島県立岩川高等学校 （かごしまけんりつ いわがわこうとうがっこう, Kagoshima Prefectural Iwagawa High School）は、鹿児島県曽於市大隅町岩川に所在した公立の高等学校。
鹿児島県立末吉高等学校・鹿児島県立財部高等学校との3校統合で鹿児島県立曽於高等学校が新設されるのに伴い、2014年（平成26年）度より生徒募集を停止し、2016年（平成28年）3月31日に閉校した。閉校後の校地には2022年度より曽於市立岩川小学校が新築移転している（屋内運動場は岩川高校時代の建物を継続使用）。

## 概要
設置課程・学科
全日制課程 2学科（1学年あたり2学級）
- 普通科 （1学級）
- 電子機械科 （1学年）

校章
柏の葉を背景にして、中央に「高」の文字（旧字体）を置いている。
校歌
作詞は泊重文、作曲は田中義人による。歌詞は3番まであり、校名は歌詞中に登場しない。

## 沿革
岩崎産業の創業者である岩崎與八郎が、出身地である岩川村に中学校が当時まだなく、自身の最終学歴が岩川尋常高等小学校（現・曽於市立岩川小学校）高等科卒であったことから、費用を全額負担し充実した工業教育を行うために設立した学校である。
旧制工業学校時代
- 1941年（昭和16年） - 「岩川町立鹿児島県岩川工業学校」として創立。修業年限は5年で、建築科・応用化学科の2学科を設置。
- 1944年（昭和19年） - 鹿児島県に移管され、「鹿児島県立岩川工業学校」に改称。応用化学科を工業化学科に改称。

新制高等学校
- 1948年（昭和23年）4月1日 - 学制改革（六・三・三制の実施）により、新制高等学校「鹿児島県岩川高等学校」と改称。普通科を設置。
- 1972年（昭和47年）4月1日 - 電気科と機械科を設置。
- 1991年（平成3年）4月1日 - 電気科と機械科の募集を停止し、電子機械科を設置（2学科を1学科に統合）。
- 1993年（平成5年）4月1日 - 電気科と機械科を廃止。
- 2007年（平成19年）4月1日 - 工業化学科の募集を停止。
- 2009年（平成21年）
  - 3月31日 - 工業化学科を廃止。
  - 建築科の募集を停止。
- 2011年（平成23年）3月31日 - 建築科を廃止。
- 2014年（平成26年）4月1日 - 鹿児島県立財部高等学校、鹿児島県立末吉高等学校、鹿児島県立岩川高等学校の3校を再編・統合した鹿児島県立曽於高等学校の開校に伴い、全科生徒募集停止。
- 2016年（平成28年）3月31日 - 閉校し，７４年の歴史に幕がおろされた。卒業生は１５２５７人。

## 部活動
運動系
- 弓道部
- 剣道部
- 卓球部
- 野球部
- 陸上部
- サッカー部
- ボクシング部
- ソフトテニス部
- バドミントン部
- バレーボール部
- バスケットボール部

文化系
- 写真部
- 美術部
- 吹奏楽部
- メカトロ部